# آدیسون مونتگمری
آدیسون مونتگمری (به انگلیسی: Addison Montgomery) از شخصیت‌های اصلی سریال آناتومی گری و درمانگاه خصوصی می‌باشد و کیت والش این نقش را ایفا کرده‌است.